# Reforma anglicana

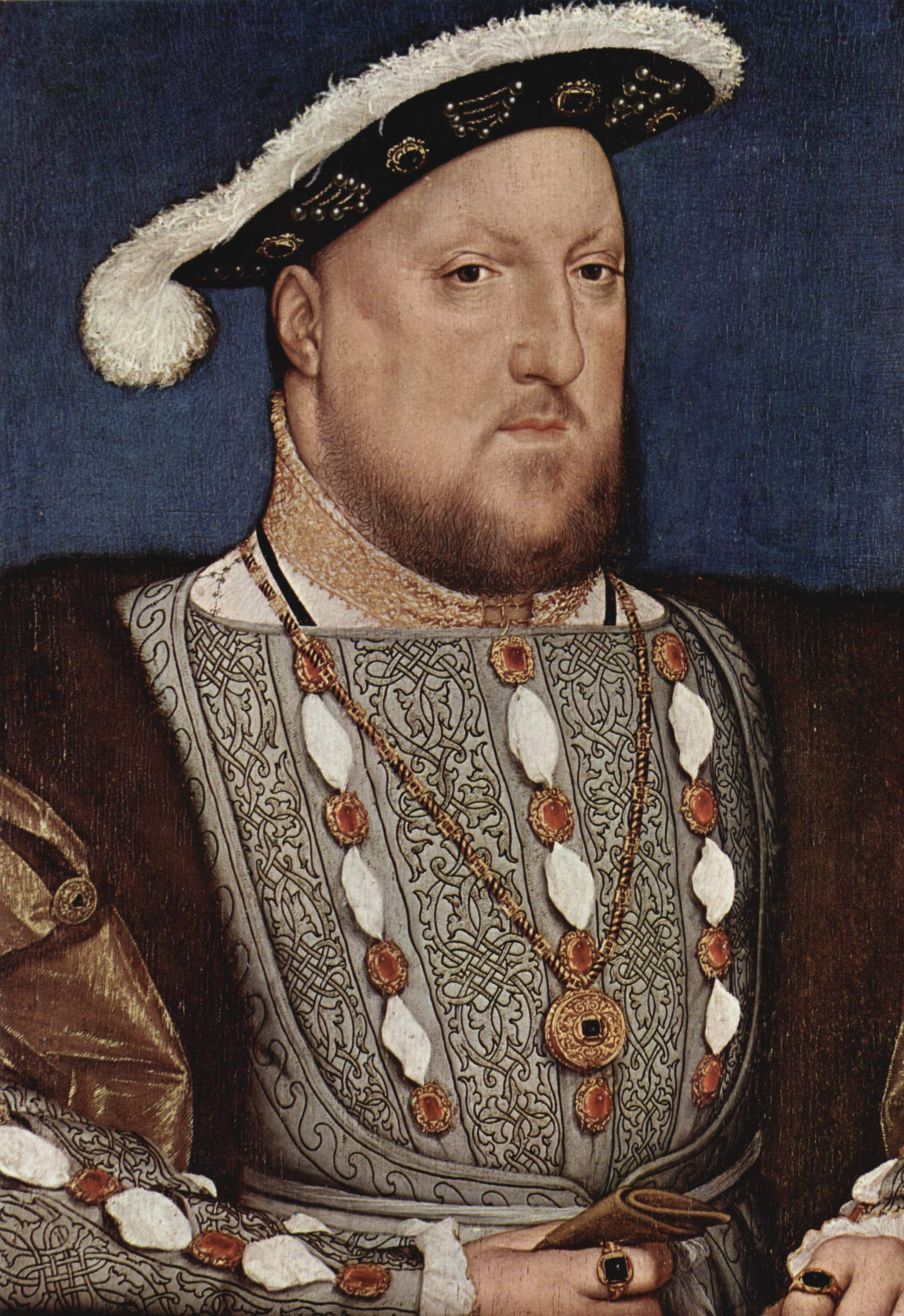
Enrique VIII, por Hans Holbein el Joven.

La Reforma anglicana o reforma inglesa es una serie de acontecimientos ocurridos en Inglaterra en el siglo XVI que culminaron con la separación de la Iglesia de Inglaterra y la Iglesia católica y con la emancipación de la autoridad papal. Es parte de la reforma protestante que ocurrió en muchos países de Europa.
El desencadenante de la Reforma inglesa fue el deseo del rey Enrique VIII de obtener la nulidad de su matrimonio. Lo que comenzó como una disputa política y no teológica, tuvo profundas consecuencias tanto políticas como teológicas. Tras la separación de Roma, por el Acta de Supremacía Real, el monarca se convirtió en jefe supremo de la Iglesia de Inglaterra, que devino en una Iglesia nacional independiente de Roma.
Siguieron en Inglaterra muchos años de disputas teológicas, que a la postre llevaron a la guerra civil. El resultado fue el establecimiento de una Iglesia oficial del Estado y el reconocimiento gradual de varias otras iglesias y movimientos religiosos, incluyendo la Iglesia católica.
Inglaterra estuvo junto a Roma durante casi mil años, antes de que ambas iglesias se separaran en 1534, durante el reinado de Enrique VIII. La separación teológica se venía gestando en el seno de la Iglesia británica por medio de movimientos como el de los Lolardos, pero la reforma inglesa ganó verdadero apoyo político cuando Enrique VIII quiso anular su matrimonio con Catalina de Aragón (de acuerdo al Derecho canónico). Bajo presión del sobrino de Catalina, el emperador del Sacro Imperio Romano Germánico Carlos V, el papa Clemente VII, inicialmente favorable a la solicitud, la rechazó, por lo que el rey Enrique VIII, aunque teológicamente un católico devoto (proclamado "Defensor de la Fe" por su refutación del luteranismo), decidió convertirse en Jefe Supremo de la Iglesia de Inglaterra para asegurar la anulación de su matrimonio.
Enrique mantuvo una fuerte preferencia por la liturgia católico-romana tradicional durante su reinado, de modo que los reformadores protestantes no pudieron realizar prácticamente ningún cambio en las doctrinas y prácticas de la Iglesia de Inglaterra bajo su mandato. Pero bajo el gobierno de su hijo, Eduardo VI (1547-1553), la iglesia sí llegó a ser teológicamente protestante aunque fuese solo hasta retornar a la Iglesia católica durante el reinado de la reina María I en 1555 (que fue apodada por sus detractores como "María la Sanguinaria" - Bloody Mary). El establecimiento, bajo el gobierno de Isabel I (a partir de 1558) de una Iglesia de Inglaterra claramente protestante, pero moderada (pues reconocía su herencia católica y apostólica), permitió consolidarla legalmente (conforme al Estado y parte de él) y permitirle acomodar dentro de su comunión a una amplia gama de posiciones teológicas, lo cual ha sido, desde entonces, una de sus características esenciales.

## Enfrentamiento de ideas religiosas en el siglo XVI
Inglaterra comenzó el siglo XVI como una nación católica romana. El catolicismo romano enseñaba que las personas contritas podían cooperar con Dios para su salvación realizando buenas obras (ver sinergismo). La gracia de Dios fue dada a través de los siete sacramentos: Bautismo, Confirmación, Matrimonio, Orden Sagrada, Unción de los Enfermos, Penitencia y Eucaristía. La Eucaristía se celebraba durante la Misa, el acto central del culto católico. En este servicio, un sacerdote consagraba el pan y el vino para que se convirtieran en el cuerpo y la sangre de Cristo a través de la transubstanciación. La iglesia enseñó que, en nombre de la congregación, el sacerdote ofreció a Dios el mismo sacrificio de Cristo en la cruz que proveyó expiación por los pecados de la humanidad. La Misa era también una ofrenda de oración por la que los vivos podían ayudar a las almas del purgatorio. Si bien la penitencia eliminó la culpa asociada al pecado, el catolicismo enseñó que aún quedaba una pena. Se creía que la mayoría de las personas terminarían sus vidas con estas penas insatisfechas y tendrían que pasar un tiempo en el purgatorio. El tiempo en el purgatorio podía reducirse mediante indulgencias y oraciones por los muertos, que eran posibles gracias a la comunión de los santos.
Lolardy anticipó algunas enseñanzas protestantes. Derivado de los escritos de John Wycliffe, un teólogo y traductor de la Biblia del siglo XIV, Lollardy enfatizó la primacía de las Escrituras y enfatizó la predicación sobre la Eucaristía, considerando que esta última no es más que un memorial. Aunque perseguidos y muy reducidos en número e influencia en el siglo XV, los lolardos se mostraron receptivos a las ideas protestantes.
Los humanistas del Renacimiento, como Erasmo (que vivió en Inglaterra durante un tiempo), John Colet y Tomás Moro, pidieron un retorno ad fontes ("volver a las fuentes") de la fe cristiana, las Escrituras tal como se entienden a través de la erudición textual y lingüística. y quería que la Biblia estuviera disponible en lengua vernácula. Los humanistas criticaron las llamadas prácticas supersticiosas y la corrupción clerical, mientras enfatizaban la piedad interna sobre el ritual religioso. Algunos de los primeros líderes protestantes pasaron por una fase humanista antes de abrazar el nuevo movimiento.
La Reforma protestante fue iniciada por un monje alemán llamado Martín Lutero. A principios de la década de 1520, las opiniones de Lutero eran conocidas y discutidas en Inglaterra. El punto principal de la teología de Lutero era la justificación por la fe sola en lugar de las buenas obras. Desde este punto de vista, el favor inmerecido de Dios es la única forma en que los humanos pueden ser justificados; no se puede lograr ni ganar con una vida recta. En otras palabras, la justificación es un regalo de Dios recibido a través de la fe..
Si Lutero estaba en lo cierto, entonces la Misa, los sacramentos, los actos de caridad, las oraciones a los santos, las oraciones por los muertos, la peregrinación y la veneración de las reliquias no median el favor divino. Creer lo contrario sería superstición en el mejor de los casos e idolatría en el peor. Los primeros protestantes describieron las prácticas católicas como la confesión a los sacerdotes, el celibato clerical y los requisitos para ayunar y cumplir los votos como una carga y una opresión espiritual. Según los protestantes, el purgatorio no solo carecía de base bíblica, sino que el clero también fue acusado de aprovechar el miedo al purgatorio para ganar dinero con las oraciones y las misas. Los católicos respondieron que la justificación por la fe sola era una "licencia para pecar".
La publicación del Nuevo Testamento en inglés de William Tyndale en 1526 ayudó a difundir las ideas protestantes. Impresa en el extranjero y contrabandeada al país, la Biblia de Tyndale fue la primera Biblia en inglés que se produjo en masa; probablemente había 16.000 copias en Inglaterra en 1536. La traducción de Tyndale fue muy influyente y formó la base de todas las traducciones posteriores al inglés. Un ataque a la religión tradicional, la traducción de Tyndale incluyó un epílogo que explica la teología de Lutero de la justificación por la fe, y muchas opciones de traducción fueron diseñadas para socavar las enseñanzas católicas tradicionales. Tyndale tradujo la palabra griega charis como favor en lugar de gracia para restar importancia al papel de los sacramentos que dan gracia. Su elección del amor en lugar de la caridad para traducir ágape restó importancia a las buenas obras. Al traducir el verbo griego metanoeite al inglés, Tyndale usó arrepentirse en lugar de hacer penitencia. La primera palabra indicaba una vuelta interna a Dios, mientras que la última traducción apoyaba el sacramento de la confesión.
Las ideas protestantes eran populares entre algunas partes de la población inglesa, especialmente entre académicos y comerciantes con conexiones con la Europa continental. El pensamiento protestante fue mejor recibido en la Universidad de Cambridge que en Oxford. Un grupo de estudiantes de Cambridge con mentalidad reformista (conocidos por el apodo de "Pequeña Alemania") se reunió en la taberna White Horse a mediados de la década de 1520. Sus miembros incluían a Robert Barnes, Hugh Latimer, John Frith, Thomas Bilney, George Joye y Thomas Arthur.
No obstante, el catolicismo inglés era fuerte y popular a principios del siglo XVI, y aquellos que las simpatías protestantes mantenidas siguieron siendo una minoría religiosa hasta que intervinieron los acontecimientos políticos. Como herejes a los ojos de la iglesia y el estado, los primeros protestantes fueron perseguidos. Entre 1530 y 1533, Thomas Hitton (primer mártir protestante de Inglaterra), Thomas Bilney, Richard Bayfield, John Tewkesbury, James Bainham, Thomas Benet, Thomas Harding, John Frith y Andrew Hewet murieron quemados. William Tracy fue condenado póstumamente por herejía por negar el purgatorio y afirmar la justificación por la fe, y su cadáver fue desenterrado y quemado.

## Reforma enriquista

### Controversia por la anulación de su matrimonio

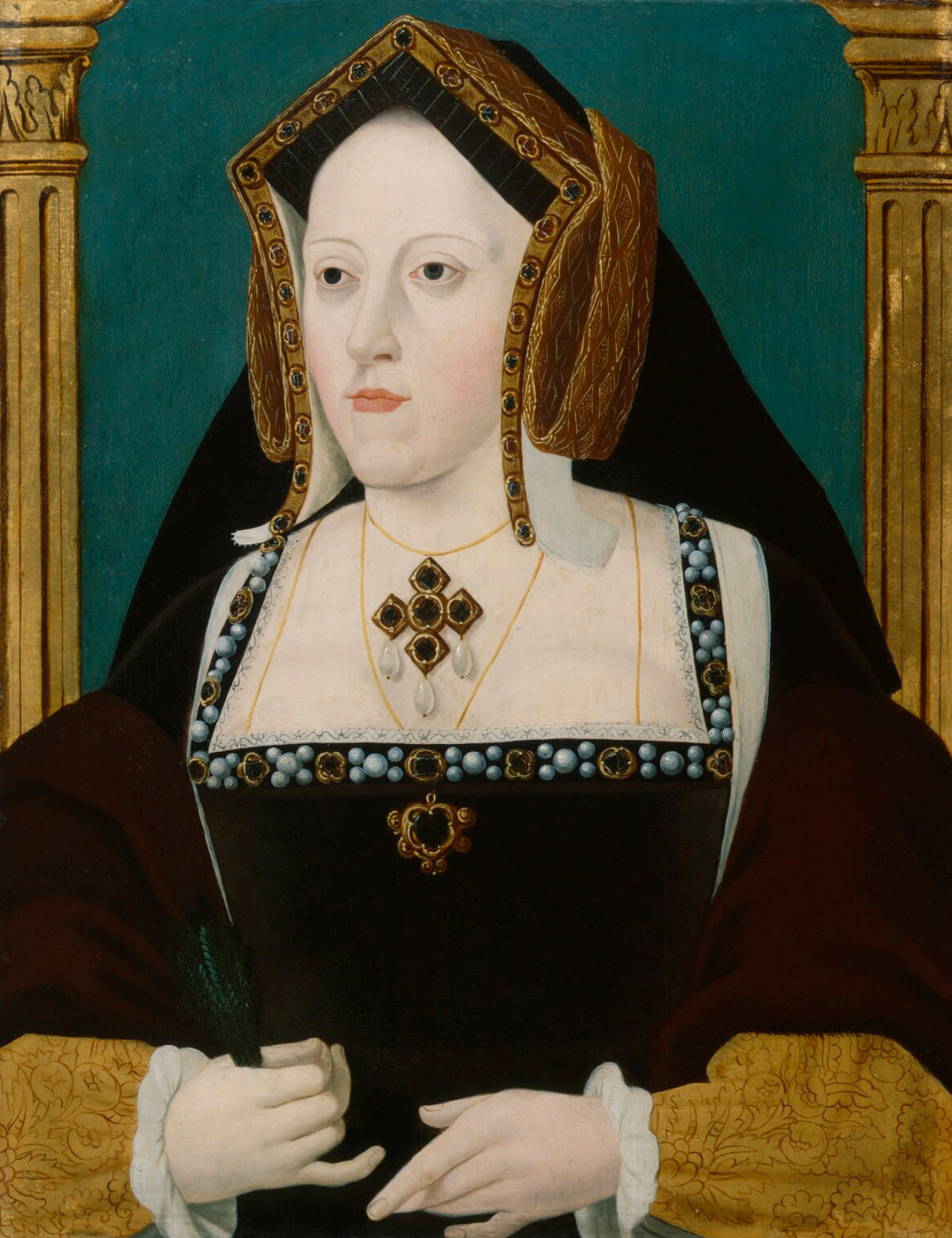
Catalina de Aragón, 1° esposa del Rey Enrique VIII por Joannes Corvus, National Portrait Gallery, London

Enrique VIII accedió al trono inglés en 1509 a la edad de 17 años. Hizo un matrimonio dinástico con Catalina de Aragón, viuda de su hermano Arturo, en junio de 1509, justo antes de su coronación el día de mediados de verano. A diferencia de su padre, que era reservado y conservador, el joven Enrique parecía el epítome de la caballería y la sociabilidad. Se trataba de un ferviente católico, que acudía a hasta cinco misas por día (excepto durante la temporada de caza); de "mente poderosa pero poco original", se dejó influenciar por sus asesores de quienes nunca estuvo separado, de noche o de día. Por lo tanto, era susceptible a quien tenía el oído.
Esto contribuyó a un estado de hostilidad entre sus jóvenes contemporáneos y el Lord Canciller, el cardenal Thomas Wolsey. Mientras Wolsey le haya orientado, el catolicismo romano de Enrique estaba seguro: en 1521, había defendido a la Iglesia Católica Romana de las acusaciones de herejía de Martin Luther en un libro que escribió, probablemente con considerable ayuda del obispo conservador de Rochester John Fisher —Entementó la defensa de los siete sacramentos, por los cuales fue galardonado con el título de "Defensor de la Fe" (defensor de Fidei) por el Papa León X. (Los sucesivos monarcas ingleses y británicos han retenido este título al presente, incluso después del anglicano La Iglesia se separó del catolicismo romano, en parte porque el título fue reconferido por el Parlamento en 1544, después de la división). Los enemigos de Wolsey en la corte incluían a aquellos que habían sido influenciados por ideas luteranas, entre los cuales era la atractiva y carismática Ana Bolena.
Ana llegó a la corte en 1522 como Dama de Honor para la Reina Catalina, después de haber pasado algunos años en Francia siendo educada por la Reina Claudia de Francia. Era una mujer de "encanto, estilo e ingenio, con voluntad y salvajismo que la convirtió en un partido para Enrique". Ana era una distinguida conversadora francesa, cantante y bailarina. Fue culto y es la autora disputada de varias canciones y poemas. Por el año 1527, Enrique quería que su matrimonio con Catalina se anule., Ella no había producido un heredero masculino que sobrevivió más de dos meses, y Enrique quería que un hijo asegurara la dinastía Tudor. Antes de que el padre de Henry (Enrique VII) ascendiera al trono, Inglaterra había sido acosada por una guerra civil por reclamos rivales a la Corona inglesa. Henry quería evitar una incertidumbre similar sobre la sucesión. Catalina del único hijo sobreviviente de Aragón fue la princesa María.
Enrique afirmó que esta falta de un heredero masculino era porque su matrimonio estaba "arruinado en los ojos de Dios". Catherine había sido la esposa de su difunto hermano y, por lo tanto, estaba en contra de las enseñanzas bíblicas que Henry se casara con ella (Levítico 20:21); Se había necesitado una dispensación especial del Papa Julio II para permitir la boda en primer lugar. Enrique argumentó que el matrimonio nunca fue válido porque la prohibición bíblica era parte de la ley divina inquebrantable, e incluso los papas no podían prescindir de ella. En 1527, Enrique le pidió al Papa Clemente VII que anule el matrimonio, pero el Papa se negó. Según la Ley Canon, el Papa no pudo anular un matrimonio sobre la base de un impedimento canónico previamente dispensado. Clemente también temía la ira del sobrino de Catalina, el rey del Sacro Emperador Romano Carlos V, cuyas tropas a principios de ese año habían partido a Roma y habían tomado brevemente al Papa prisionero.
La combinación del "escrúpulo de conciencia" de Henry y su cautivación de Ana Bolena hicieron su deseo de librarse de su reina convincente. La acusación de su Canciller Cardenal Wolsey en 1529 por Praemunire (tomando la autoridad del papado por encima de la Corona) y la posterior muerte de Wolsey en noviembre de 1530 en su camino a Londres para responder un cargo de alta traición dejó a Henry abierta a las influencias de los partidarios de la reina y las influencias opuestas de quienes sancionaron el abandono de la lealtad romana, por quien una anulación no era más que una oportunidad.

### Acciones contra la Iglesia
En 1529, el rey convocó al Parlamento para lidiar con la anulación y otras quejas contra la Iglesia. La Iglesia Católica era una institución poderosa en Inglaterra con una serie de privilegios. El rey no pudo gravar ni demandar al clero en los tribunales civiles. La iglesia también podría otorgar santuario de fugitivos, y muchas áreas de la ley, como la ley de familia, fueron controladas por la iglesia. Durante siglos, los reyes habían intentado reducir el poder de la iglesia, y la Reforma inglesa fue una continuación de esta lucha de poder.
El Parlamento de Reforma se sentó de 1529 a 1536 y reunió a los que querían una reforma pero que no estaban de acuerdo qué forma debería tomar. Hubo abogados comunes que se molestaron en los privilegios del clero para convocar a laicos a sus tribunales eclesiásticos, y hubo quienes habían sido influenciados por el luteranismo y eran hostiles a la teología de Roma. El canciller de Enrique, Tomas Moro, sucesor de Wolsey, también quería una reforma: quería nuevas leyes contra la herejía. El abogado y miembro del Parlamento Thomas Cromwell vio cómo el Parlamento podría usarse para avanzar en la supremacía real sobre la Iglesia y nuevas creencias protestantes.
Inicialmente, el parlamento aprobó una legislación menor para controlar las tarifas eclesiásticas, el pluralismo clerical y el santuario. En el asunto de la anulación, ningún progreso parecía posible. El Papa parecía tener más miedo al emperador Carlos V que a Enrique VIII. Ana, Cromwell y sus aliados deseaban simplemente ignorar al Papa, pero en octubre de 1530 una reunión de clérigos y abogados informó que el Parlamento no podía empoderar al Arzobispo de Canterbury para que actuara contra la prohibición del Papa. Henry así resolvió intimidar a los sacerdotes.
Después de haber acusado por primera vez a ocho obispos y otros siete clérigos de Praemunire, el rey decidió en 1530 proceder contra todo el clero por violar el estatuto de Praemunire 1392, que prohibió la obediencia al Papa o cualquier gobernante extranjero. Enrique VIII quería que el clero de la provincia de Canterbury pagara £ 100,000 por su perdón; Esta fue una suma igual al ingreso anual de la Corona. Esto fue acordado por la convocatoria de Canterbury el 24 de enero de 1531. Quería que el pago se extendiera durante cinco años, pero Enrique VIII se negó. La convocatoria respondió retirando su pago por completo y exigió a Henry cumplir ciertas garantías antes de que le dieran el dinero. Henry rechazó estas condiciones, acordando solo el período de pago de cinco años. El 7 de febrero, se le pidió a Convocation que aceptara cinco artículos que especificaron que:
- El clero reconoce a Henry como el "único protector y el jefe supremo de la iglesia y el clero inglés"
- El rey fue responsable de las almas de sus sujetos
- Los privilegios de la Iglesia se mantuvieron solo si no rayan de la prerrogativa real y las leyes del reino
- El rey perdonó al clero por violar el estatuto de Praemunire
- Los laicos también fueron perdonados.

En el parlamento, el obispo Fisher defendió a Catalina y al clero, insertando en el primer artículo la frase "en lo que respecta a la Palabra de Dios". El 11 de febrero, William Warham, arzobispo de Canterbury, presentó la redacción revisada a la convocatoria. El clero debía reconocer que el rey era "Protector singular, Señor Supremo e incluso, en lo que respecta a la Ley de Cristo, jefe supremo de la Iglesia y Clero inglés". Cuando Warham solicitó una discusión, hubo silencio. Warham luego dijo: "El que está en silencio parece consentir", a lo que un obispo respondió: "Entonces todos estamos en silencio". La convocatoria otorgó su consentimiento a los cinco artículos del rey y al pago del 8 de marzo de 1531. Más tarde, la convocatoria de York acordó lo mismo en nombre de la provincia del Clero de York. Ese mismo año, el Parlamento aprobó la Ley de Perdón al Clero 1531.
Para 1532, Cromwell fue responsable de administrar negocios gubernamentales en la Cámara de los Comunes. Es autor y presentó a los Comunes la súplica contra los Ordenados, que era una lista de quejas contra la Iglesia, incluidos los abusos de poder y la autoridad legislativa independiente de la Convocación. Después de aprobar los Comunes, la súplica se presentó al rey como una petición de reforma el 18 de marzo. El 26 de marzo, la Ley de restricción condicional de Annates ordenó que el clero no pagara más del cinco por ciento de los ingresos de su primer año (Annates) a Roma.
El 10 de mayo, el rey exigió la convocatoria que la iglesia renuncie a toda la autoridad para hacer leyes. El 15 de mayo, la convocatoria renunció a su autoridad para hacer la ley canónica sin asentimiento real, la llamada sumisión del clero. (El parlamento posteriormente dio a esta fuerza legal con la sumisión de la Ley del Clero). Al día siguiente, más resignado como Lord Canciller. Esto dejó a Cromwell como el primer ministro de Henry. (Cromwell nunca se convirtió en canciller). Su poder vino, y estaba perdido, a través de sus relaciones informales con Enrique VIII).

### Separación de Roma
El arzobispo Warham murió en agosto de 1532. Henry quería que Thomas Cranmer, un protestante en el que se podía confiar en oponerse al papado, para reemplazarlo. El Papa aprobó a regañadientes el nombramiento de Cranmer, y fue consagrado el 30 de marzo de 1533. En este momento, Enrique VIII se casó en secreto con una Ana embarazada. El inminente nacimiento de un heredero dio una nueva urgencia a anular su matrimonio con Catalina. Sin embargo, una decisión continuó retrasándose porque Roma fue la autoridad final en todos los asuntos eclesiásticos. Para abordar este tema, el Parlamento aprobó la Ley en restricción de apelaciones, que prohibieron las apelaciones a Roma sobre asuntos eclesiásticos y declaró que

Este reino de Inglaterra es un imperio, por lo que ha sido aceptado en el mundo, gobernado por un jefe supremo y rey que tiene la dignidad y la propiedad real de la corona imperial de la misma, a quien un cuerpo político compacto de todos Las personas divididas en términos y por nombres de espiritualidad y temporalidad, deben limitar y tener a Dios una obediencia natural y humilde.

Esto declaró a Inglaterra un país independiente en todos los aspectos. El historiador inglés Geoffrey Elton calificó a esta Ley como un "ingrediente esencial" de la "Revolución Tudor" en el sentido de que expuso una teoría de la soberanía nacional. Cranmer ahora pudo otorgar una anulación del matrimonio a Catalina como requirió Enrique, pronunciando el 23 de mayo el juicio al que el matrimonio de Enrique con Catalina estaba en contra de la ley de Dios. El Papa respondió excomunicando a Enrique el 11 de julio de 1533. Ana dio a luz a luz a una niña, la Princesa Isabel, el 7 de septiembre de 1533.
En 1534, el Parlamento tomó más medidas para limitar la autoridad papal en Inglaterra. Un nuevo acto de herejía aseguró que nadie pudiera ser castigado por hablar contra el Papa y también hizo que fuera más difícil condenar a alguien de herejía; Sin embargo, los sacramentarios y los anabautistas continuaron siendo perseguidos enérgicamente. La Ley en restricción absoluta de Annates prohíbe a todos los Annates a Roma y también ordenó que si Cathedrals rechazara la nominación del rey para el obispo, Praemunire les gustaría castigar. El acto de las primeras frutas y décimas transfirió los impuestos sobre los ingresos eclesiásticos del Papa a la Corona. La Ley sobre el penante de Peter y las dispensaciones prohibieron el pago anual por parte de los terratenientes de Peter's Pence al Papa, y transfirió el poder para otorgar dispensaciones y licencias del Papa al Arzobispo de Canterbury. Esta ley también reiteró que Inglaterra no había "no era superior bajo Dios, sino solo su gracia" y que la "corona imperial" de Henry había sido disminuida por "los usurpaciones y exacciones irrazonables y poco caritativas" del Papa.
El primer acto de la supremacía convirtió a Henry en jefe supremo de la Iglesia de Inglaterra y ignoró cualquier "uso, costumbre, leyes extranjeras, autoridad extranjera [o] receta". En caso de que esto se resistiera, el Parlamento aprobó la Ley de Treasons 1534, lo que hizo que fuera una gran traición castigada por la muerte para negar la supremacía real. Al año siguiente, Tomas Moro y John Fisher fueron ejecutados bajo esta legislación.  Finalmente, en 1536, el Parlamento aprobó la Ley contra la autoridad del Papa, que eliminó la última parte de la autoridad papal aún legal. Este era el poder de Roma en Inglaterra para decidir disputas sobre las Escrituras.

## Reforma eduardiana

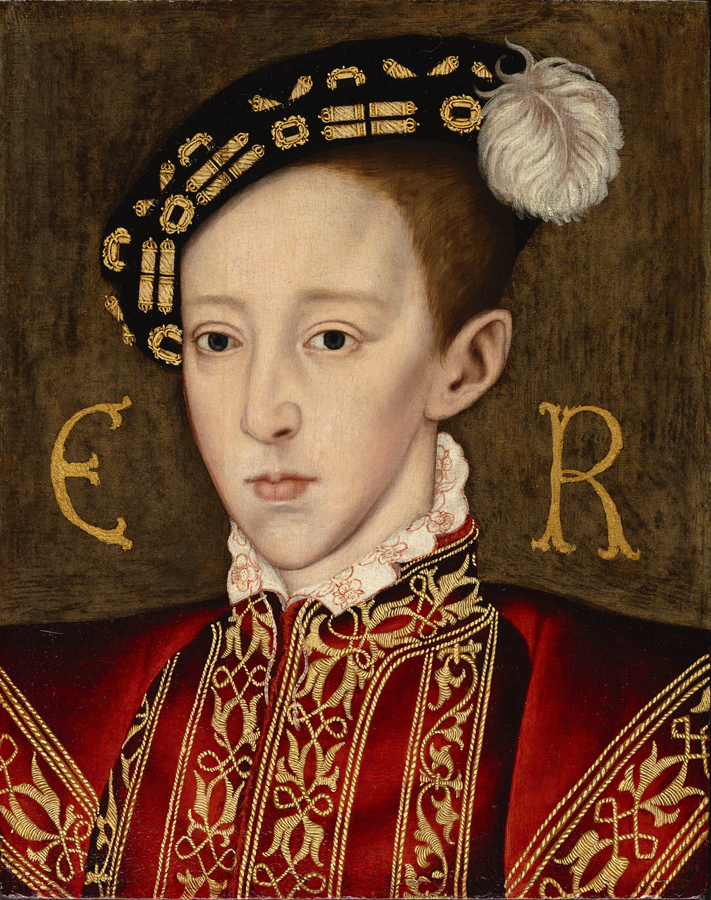
el rey Eduardo VI de Inglaterra movió a la Iglesia hacia la vertiente protestante, alejándola definitivamente de los mandos de la Santa Sede

Cuando Enrique VIII murió en 1547, su hijo de nueve años, Eduardo, heredó el trono. Debido a que Eduardo recibió una educación humanista protestante, los protestantes tenían altas expectativas y esperaban que fuera como Josías, el rey bíblico de Judá que destruyó los altares e imágenes de Baal. Durante los siete años del reinado de Eduardo, un establecimiento protestante implementaría gradualmente los cambios religiosos que fueron "diseñados para destruir una iglesia y construir otra, en una revolución religiosa de la despiadada minuciosidad".
Inicialmente, sin embargo, Eduardo era de poca cuenta políticamente. El poder real estaba en manos del Consejo de Regencia, que eligió a Edward Seymour, primer duque de Somerset, para ser Lord Protector. El protestante Somerset siguió la reforma vacilante al principio, en parte porque sus poderes no eran sin respuesta. Los seis artículos seguían siendo la ley de la tierra, y se emitió una proclamación el 24 de mayo tranquilizando a las personas contra cualquier "innovación y cambios en la religión".
Sin embargo, Seymour y Cranmer planeaban promover la reforma de la religión. En julio, se publicó un libro de homilías, desde el cual todos los clérigos predicarían los domingos. Las homilías eran explícitamente protestantes en su contenido, condenando reliquias, imágenes, cuentas de rosario, agua bendita, palmas y otras "supersticiones papistas". También contradecía directamente el libro del rey al enseñar "Estamos justificados solo por la fe, libremente y sin obras". A pesar de las objeciones de Gardiner, quien cuestionó la legalidad de evitar tanto el parlamento como la convocatoria, la justificación por fe se había convertido en una enseñanza central de la iglesia inglesa.

### Historiografía
- Haigh, Christopher (December 1982). «The Recent Historiography of the English Reformation». Historical Journal 25 (4): 995-1007. JSTOR 2638647. S2CID 154848886. doi:10.1017/S0018246X00021385.
- Marshall, Peter (July 2009). «(Re)defining the English Reformation». Journal of British Studies 48 (3): 564-86. JSTOR 27752571. doi:10.1086/600128.
- Walsham, Alexandra (December 2012). «History, Memory, and the English Reformation». Historical Journal 55 (4): 899-938. doi:10.1017/S0018246X12000362.

- Datos: Q1645505
- Multimedia: English Reformation / Q1645505